# Phantasis gigantea
Phantasis gigantea är en skalbaggsart som först beskrevs av Guérin-Méneville 1844.  Phantasis gigantea ingår i släktet Phantasis och familjen långhorningar.
Artens utbredningsområde är:
- Angola.
- Botswana.
- Kenya.
- Moçambique.
- Zimbabwe.

Inga underarter finns listade i Catalogue of Life.